# François Destain
François Destain (ca. 1685-1760) est un peintre liégeois du XVIIIe siècle.

## Biographie
Ses œuvres conservées sont rares et de qualité médiocre. Il travaille au Palais des princes-évêques, à Liège, en 1753. En 1746, il se définit comme peintre d'histoire alors qu'il pratiquait surtout le portrait. Il fait aussi des peintures à sujets religieux et mythologiques. On lui a longtemps attribué le projet de Calendrier des chanoines tréfonciers de la cathédrale de Liège, signé et daté de 1733 (musée d'Ansembourg de Liège), mais l'on sait maintenant que la signature est fausse et que le tableau est de Jean-Baptiste van Loo (1684-1745).